# Sparceta piaskowa
Sparceta piaskowa (Onobrychis arenaria (Kit.) DC.) – gatunek rośliny z rodziny bobowatych. Występuje w strefie umiarkowanej Eurazji na obszarze od Francji po Syberię i Mongolię. W Polsce rośnie głównie w południowej (Wyżyny Polskie) i północno-wschodniej części kraju.

## Morfologia

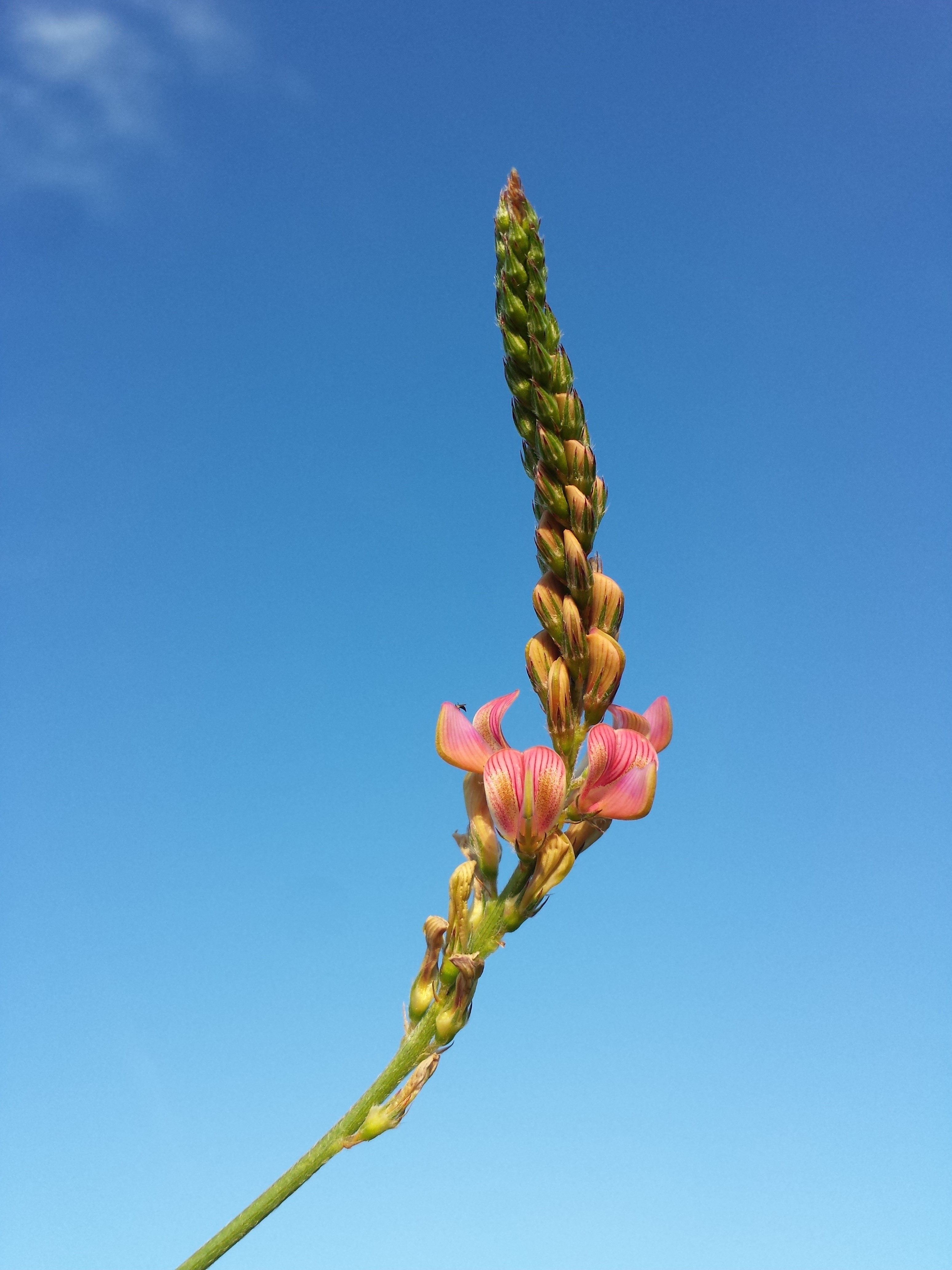
Kwiatostan

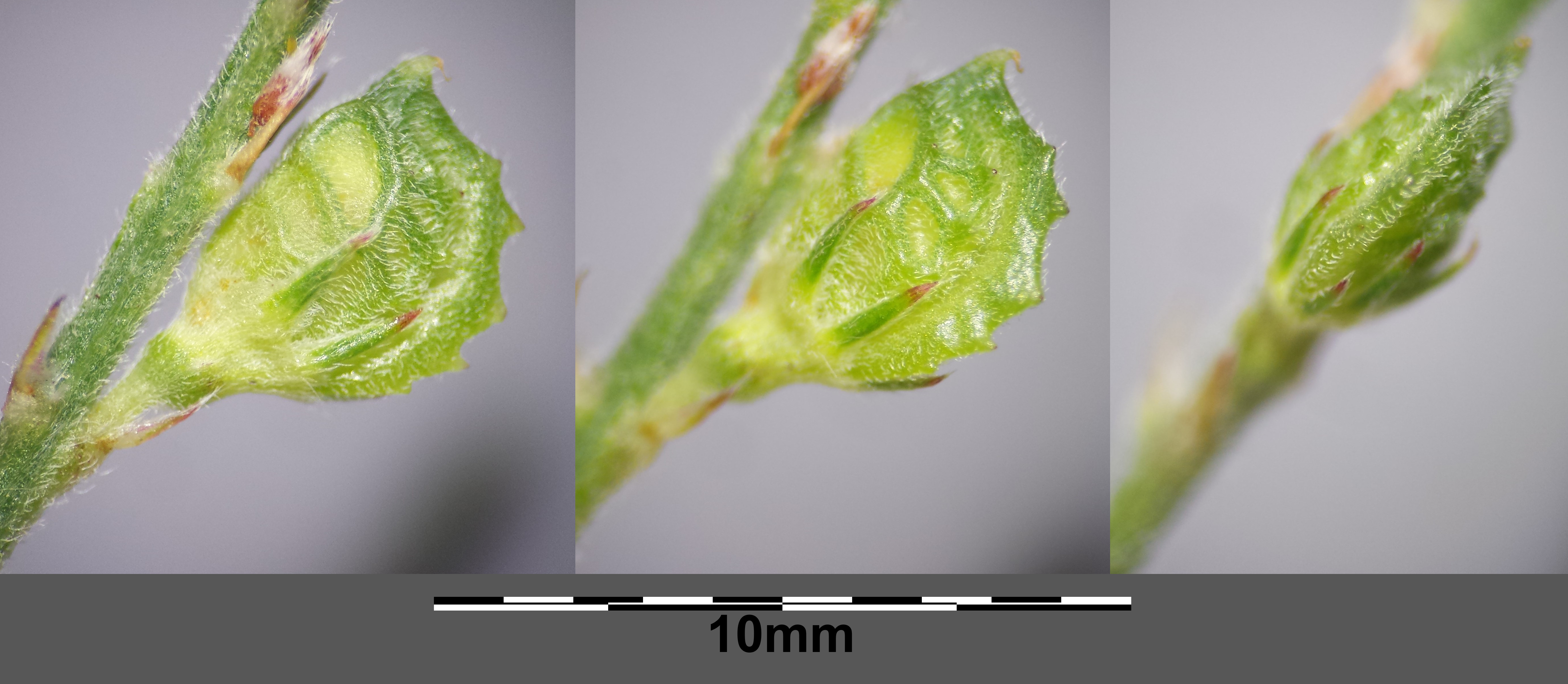
Owoc

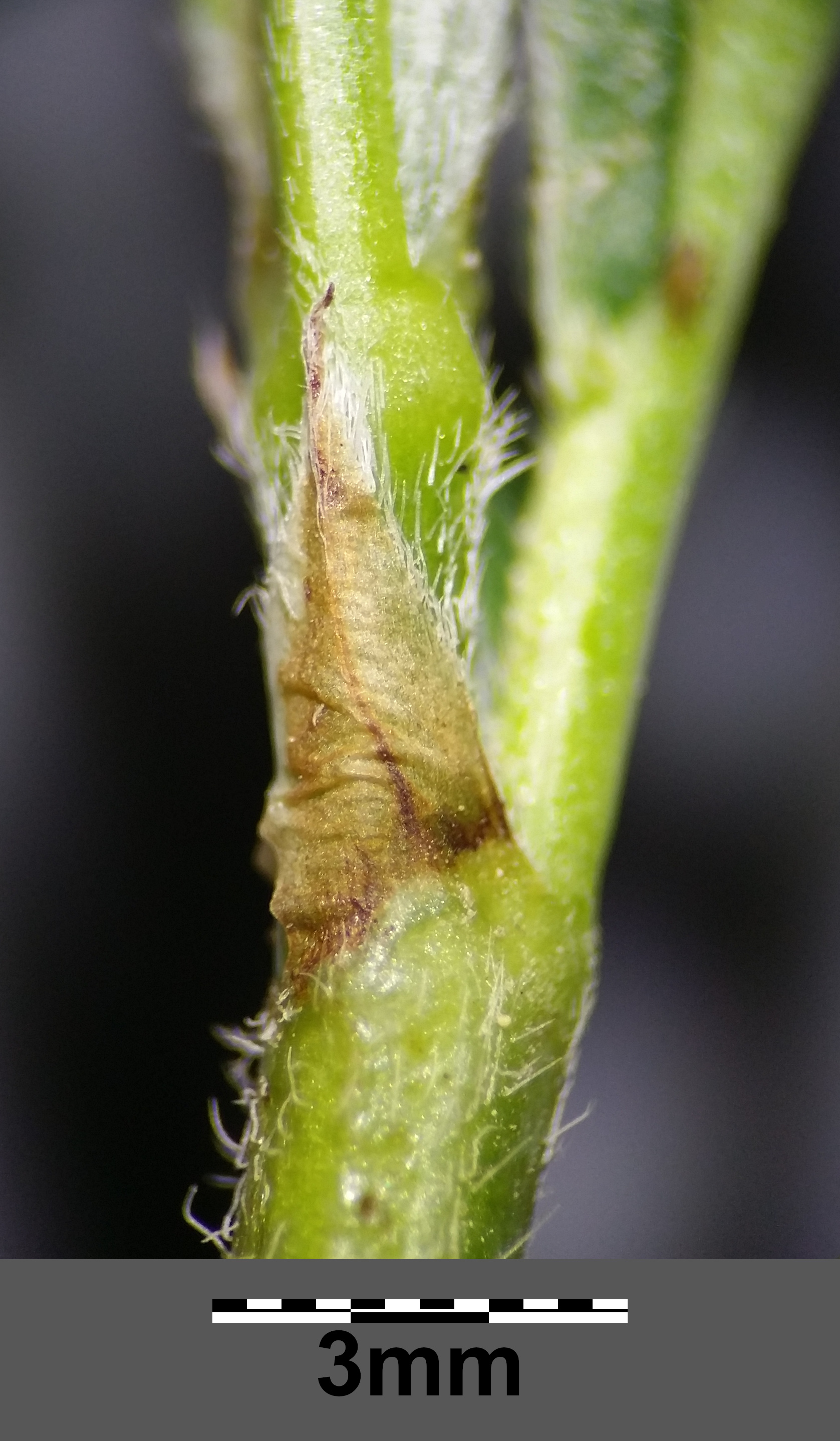
Przylistek

ŁodygaPokładająca się, owłosiona, o długości 30–60 cm.
LiścieListki wąskie, prawie równowąskie, o szerokości 1,5–8 mm.
KwiatyMotylkowe, zebrane w nie grubsze niż 2 cm grono, które jest wrzecionowate przed rozkwitnięciem. Kielich o długości 4–6 mm. Ząbki kielicha półtora-dwa razy dłuższe od rurki. Korona kwiatu bladoróżowa, o długości 8–11 mm. Żagielek nie krótszy od łódeczki.
OwocStrąk o długości 4–6 mm, z czterema-pięcioma szydlastymi na grzbiecie kolcami; kolce o długości 0,5–2 mm.

## Biologia i ekologia
Bylina, hemikryptofit. Kwitnie od maja do lipca. Rośnie w murawach kserotermicznych i napiaskowych. Liczba chromosomów 2n =14, 28. Gatunek charakterystyczny muraw kserotermicznych z rzędu Festucetalia valesiacae.

## Zagrożenia i ochrona
Roślina umieszczona na polskiej czerwonej liście w kategorii DD (stopień zagrożenia nie może być określony).